# Europäische Krankenversicherung
Die Europäische Krankenversicherung (EUKV) ist eine europaweit einheitliche Form der Krankenversicherung. Sie gilt in Deutschland rechtlich als vollwertige private Krankenversicherung, da sie mit ihren für Deutsche bestimmten Tarifen die in § 193 Abs. 3 VVG geforderten Mindestbedingungen erfüllt. Da keine Altersrückstellungen gebildet werden, erfüllt sie nicht die in Deutschland geltende Versicherungspflicht, daher wird sie auch als eine nicht substitutive Krankenversicherung beschrieben.

## Gesetzliche Grundlagen
Spätestens seit dem 28. Dezember 2009 gilt in der Europäischen Union die Richtlinie 2006/123/EG, die die gegenseitige Anerkennung von Dienstleistern im Europäischen Wirtschaftsraum behandelt. Dazu gehören Krankenkassen mit Sitz in der EU, auch EWR-Dienstleister genannt. 2011 klärte das Bundesministerium der Justiz, was zur Erfüllung der gesetzlichen Versicherungspflichten gefordert wird: „Ausreichend ist also, dass das Unternehmen in Deutschland zum Geschäftsbetrieb zugelassen ist.“ EWR-Dienstleister können Personen mit deutschem Wohnsitz versichern, solange der Versicherungstarife gesetzliche Mindeststandards einhält.

## Wesentliche Unterschiede EWR zu EUKV
Europäische Krankenversicherungen sind nach Art einer Sachversicherung gerechnet, im Gegensatz zu deutschen privaten Krankenversicherungen, die nach Art einer Lebensversicherung gerechnet sind. Sie sparen keine Rückstellungen fürs Alter an und kalkulieren nach aktuellem Schadensaufwand ihrer Versicherten. Verträge werden meist nur für ein Jahr angeboten, und wer nicht zahlt, verliert seinen Schutz, während eine deutsche PKV auch bei Zahlungsverzug oder Zahlungsausfall nicht kündigen darf. Das schlägt sich auf die Tarife nieder: Die europäischen Krankenversicherungen sind daher sehr viel günstiger, wenn man jung ist, können aber im Alter auch mindestens ebenso teuer (oder sogar teurer) werden als die deutschen Versicherungen. Europäische Krankenversicherungen sind im Gegensatz zu deutschen Versicherungen nicht verpflichtet, einen Basistarif gemäß § 193 Abs. 5 VVG anzubieten. Sie müssen außerdem, wenn sie bisher Unversicherte aufnehmen, keine Nachzahlungen nach § 193 VVG erheben, was sie für bisher Unversicherte attraktiv macht. Auch werden Vorerkrankungen anders behandelt: Meist greift die sogenannte Moratorium Regel. Krankheitsbilder, die innerhalb von fünf Jahren vor Vertragsabschluss aufgetreten sind und behandelt wurden, müssen mindestens zwei Jahre ruhen, bis sie als Neuerkrankung eingestuft und versichert werden.

### Pflegeversicherung und EUKV
Wer in der Gesetzlichen Krankenversicherung ist, ist automatisch auch in der sozialen Pflegeversicherung versichert. Privatversicherte müssen sich über eine private Pflegeversicherung absichern. Ähnliches gilt für Versicherte der Europäischen Krankenversicherung. Sie sind nicht Pflegeversichert und können sich somit entscheiden, eine ergänzende Pflegeversicherung abzuschließen. Da auch hier die Beiträge mit dem Alter und bei Vorerkrankungen steigen, wird oftmals ein rechtzeitiger Abschluss empfohlen.

### EUKV als Alternative für nichtversicherte Deutsche
In Deutschland besteht nach § 193 Abs. 3 VVG die Pflicht zum Abschluss einer Krankenkostenvollversicherung. Es muss ein lückenloser Versicherungsschutz nachgewiesen werden. Besteht dieser nicht, drohen dem Nichtversicherten hohe Nachzahlungen plus Säumniszuschläge, möchte er eine neue Krankenversicherung abschließen. Deshalb ist für viele Nichtversicherte der Weg zurück in die deutsche gesetzliche bzw. private Krankenversicherung oftmals nicht möglich. Auch Vorerkrankungen oder eine schlechte Bonität/negative Schufaauskunft können Ursache hierfür sein. 2019 waren laut Statistischem Bundesamt 61.000 Personen in Deutschland nicht krankenversichert. Viele von ihnen haben auch nur theoretisch die Möglichkeit Versicherungsschutz bei einer deutschen Krankenkasse abzuschließen, denn geforderte Nachzahlungen für Nichtversicherte Zeiträume würden oftmals zur Überschuldung führen. Nachzahlungen und Säumniszuschläge gibt es bei der EUKV nicht. Somit kann ein Abschluss vor finanziellen Probleme bei Krankheit oder Krankenhausaufenthalt vorbeugen. Unter bestimmten Bedingungen ist eine Rückkehr ins deutsche Krankenversicherungssystem ohne Strafbeiträge oder Nachzahlungen möglich.

### Verband der Privaten Krankenversicherung versus EWR-Dienstleister
Der deutsche PKV-Verband empfiehlt seinen Mitgliedern, die Europäische Krankenversicherung nicht anzuerkennen, steht damit allerdings im Widerspruch zu einem Urteil des Bundessozialgerichts, das den Status der EUKV als zulässige Krankenversicherung bestätigt. Letztlich kann eine PKV den Wechsel eines Kunden zu einer EUKV nicht verhindern, sie kann ihn aber erheblich verzögern, indem sie eine EUKV nicht als Folgeversicherung anerkennt und auf diesem Wege ihren wechselwilligen Kunden die Entlassung aus dem Vertrag verweigert. Hierzu sind Verfahren anhängig. Dieses umstrittene Vorgehen hat allerdings zu dem Effekt geführt, dass einige europäische Krankenversicherungen sich teilweise vom deutschen Markt zurückgezogen haben. Wer sich allerdings bei seinem Bürgeramt ins Ausland abmeldet (Anschrift im Ausland meistens nicht erforderlich), kann mit dem Abmeldebogen seinen Versicherungsvertrag ohne Probleme kündigen.

## Beiträge und Kosten der Tarife
Die Beitragsberechnung in der Europäischen Krankenversicherung erfolgt unabhängig vom Einkommen. Die Beiträge richten sich nach verschiedenen Kriterien. Wichtig zu wissen ist, dass die EUKV keine Nachlässe und Tarife speziell für Familien anbietet. Jede Person ist in der europäischen Krankenversicherung selbst versichert und zahlt einen eigenen Beitrag. Es kommt bei der Festlegung des endgültigen Preises unter anderem auf den Preis der Selbstbeteiligung an. Man kann also die Kalkulation des Beitrags anhand des Äquivalenzprinzips durchführen. Mit diesem Prinzip errechnet sich der Preis am aktuellen Alter sowie an Tarif und Leistungen des Versicherungsnehmers. Durch das Ausbleiben der Bildung von Altersrücklagen, sind die Beiträge der EUKV (im jungen Alter) im Vergleich zu deutschen Krankenversicherungskosten ziemlich gering.